# Arts martiaux japonais

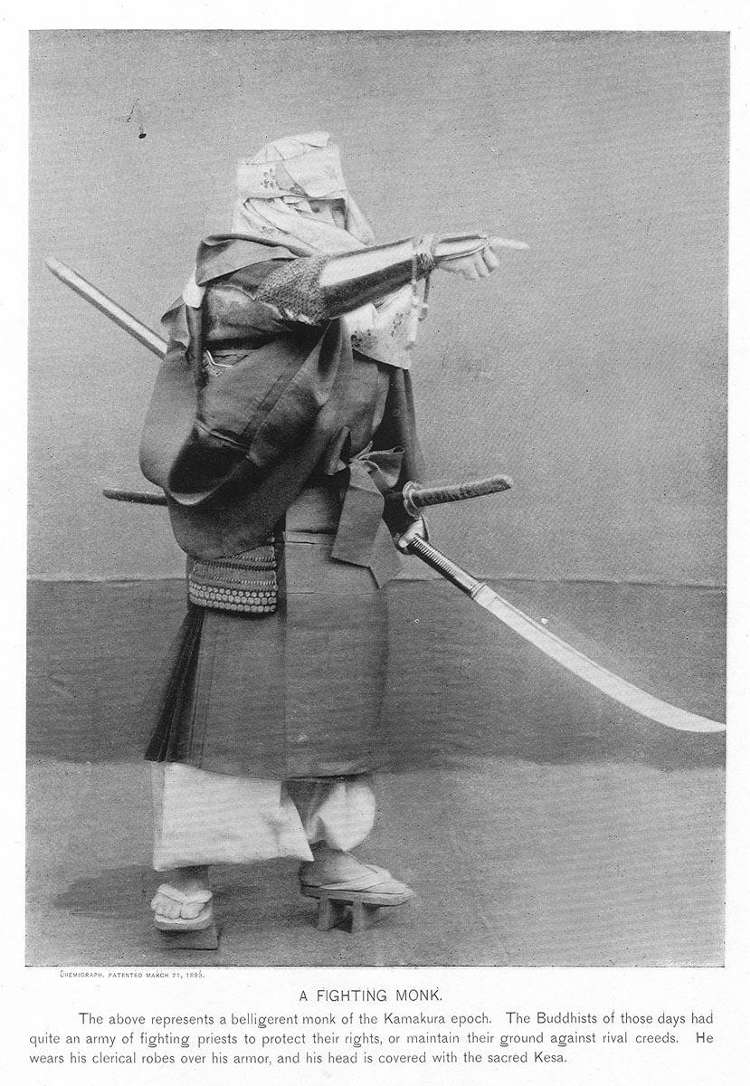
Yamabushi en armure, tenant une naginata et portant un tachi, fin du XIXe siècle.

Les termes arts martiaux japonais désignent une grande variété d'arts martiaux originaires du Japon. Ils traduisent au moins trois termes japonais couramment employés de manière interchangeable : budō, dont le sens littéral est « voie de la guerre », bujutsu (武術, « techniques de la guerre »), et bugei (武芸, « art martial »). Le premier terme, budō, est un terme moderne, et fait référence à la pratique des arts martiaux comme à un mode de vie, comprenant des dimensions à la fois physiques, morales et spirituelles. Les termes bujutsu et bugei ont des définitions plus restreintes, au moins dans leur usage historique propre. Bujutsu désigne spécifiquement les applications pratiques de techniques martiales à des situations de combat réel, tandis que bugei fait référence à l'adaptation de ces techniques et tactiques en vue de leur enseignement dans un cadre précis.

## Histoire
En Japonais, Koryū (古流, littéralement « École ancienne ») désigne les écoles d'arts martiaux japonais antérieures, du point de vue de leur fondation, à la restauration Meiji (1866) ou à l'Édit Haitōrei (1876), qui interdit le port du sabre. Les arts martiaux japonais se sont développés au sein de koryu à travers les siècles jusqu'en 1868. Les samouraïs et les ronin ont tous étudié, innové et transmis à l'intérieur de ces institutions. Il a existé une multitude de koryu où les armes et l'art de la main nue ont été étudiés par les bushis. Après 1868 et son bouleversement social, le mode de transmission a été modifié, changement qui explique la séparation en deux catégories Koryu Bujutsu (arts martiaux de l'école ancienne) et Gendai budō (arts martiaux modernes). Aujourd'hui, coexistent ces deux formes de transmission. Depuis quelques années en Europe, on peut trouver à la fois les Koryu Bujutsu et les Gendai budō. Parfois, au Japon comme ailleurs, les mêmes maîtres et les mêmes élèves étudient les deux formes d'arts martiaux, anciens et modernes.
On fait souvent référence au Koryu Bujutsu en simplifiant par le terme Bujutsu ou encore Kobudo.

## Koryu Bujutsu

### Arts du corps à corps

#### Ju-jutsu

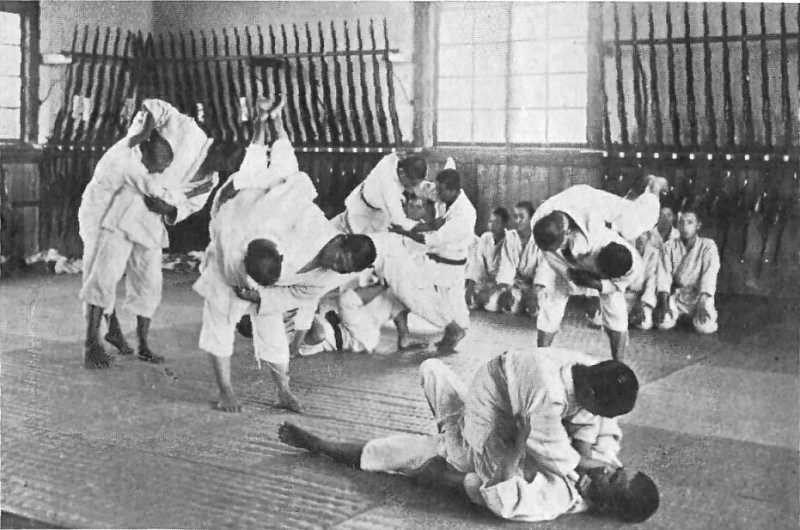
Cours de Ju-jutsu dans une école rurale du Japon, 1922.

Le ju-jutsu, ou jūjutsu ou encore jiu-jitsu (ce terme est utilisé par erreur à cause d'une mauvaise romanisation) , regroupe des techniques de combat qui furent développées durant l'ère féodale du Japon pour se défendre lorsque l'on est désarmé. Ces techniques sont classées en trois catégories principales : Atemi waza (technique de frappe) ; Nage waza (technique de projection) et Katame waza (technique de contrôle) afin de maîtriser son adversaire.
Jusqu'au XVIIe siècle, l'enseignement du ju-jutsu allait de pair avec celui du combat armé (kenjutsu, bojutsu) dans le cadre de la formation des samouraï. Au cours de la période Edo, ils commencèrent à être enseignés de manière distincte, jusqu'à former un vaste ensemble de 725 styles officiellement reconnus et de plus de 2 000 écoles. Avec la restauration Meiji, les arts de combat anciens perdirent en considération, puis furent interdits. Au début du XXe siècle, les techniques de certaines écoles de ju-jitsu furent reprises et adaptées dans le cadre du judo et de l'aïkido.
Aujourd'hui, le terme ju-jitsu rassemble une grande diversité de pratiques allant de formes sportives proches du judo à des formes orientées vers l'auto-défense. Leur caractéristique commune est de combiner l'enseignement de techniques de frappe, de techniques de projection et des techniques d'immobilisation.

#### Taijutsu
Le Taijutsu (体術) que l'on retrouve aussi sous l'appellation Taijitsu, Tai-jitsu ou Tai Jitsu, etc., est un art martial japonais d'origine. Il s'agit d'une ancienne appellation générique aux méthodes de combat à mains nues, parfois connue sous le nom de Koshi no Mawari et d'où est ressorti le concept de Jūjutsu (technique en souplesse). Anciennement, le Taijutsu tout comme le Jūjutsu, étaient souvent associés et/ou issus du Yawara.
Des appellations variées ont été utilisées pendant les différentes périodes historiques du Japon et changeaient selon les régions géographiques et les différents successeurs. Chacune de ces appellations se référait à de légères différences liées aux caractéristiques techniques où tout le corps ou une partie du corps était utilisé.
Les premières références à ces arts combat à mains nues peuvent être trouvés dans les premiers dossiers historiques du Japon que l'on appelle, le Kojiki (Chronique des faits anciens) et le Nihon Shoki (Chroniques du Japon), et qui concernent la création mythologique du pays et la mise en place de la famille impériale. Le Taijutsu est un art de combat très ancien. Identifié comme une variation du Kumiuchi, il est reconnu comme étant le précurseur d’autres arts martiaux japonais. Son origine n'est pas connu avec précision, mais il a été redécouvert et codifié autour du XVIIe siècle par un guerrier du nom de Nagao Kenmotsu, un Samouraï des écoles Ittō-ryū (一刀流) et Yagyū Shinkage-ryū (柳生新陰流).
Deux grands courants de Taijutsu existent actuellement : le Taijitsu (ou Nihon Taijitsu) moderne européen français (de Roland Hernaez et de Daniel Dubois) et le Taijutsu (ou Nihon Taijutsu) traditionnel japonais issue des Koryū Bujutsu nommées ci-haut et comprenant le Ninpō Taijutsu ou Budō Taijutsu.
Les techniques se répartissent principalement en deux grands groupes principaux :
- Dakentaijutsu : techniques à base de blocages (Uke waza) et de coups frappés (Atemi waza) sur les points vitaux du corps humain, osseux (Koppōjutsu), musculaires (Koshijutsu) ou internes/nerveux (Kyusho).

(Note : Les techniques utilisées en Dakentaijutsu possèdent un très grand nombre de similarités avec celles utilisées en Kenpō.)
- Jūtaijutsu : techniques de projections (Nage waza), de saisies, de clefs et de luxations (Katame waza).

(Note : Les techniques utilisées en Jūtaijutsu possèdent un très grand nombre de similarités avec celles utilisées en Jūjutsu.)
Ces deux groupes principaux sont complétés et liés entre eux par l’ajout d’un élément technique complémentaire : le Taihenjutsu.
- Taihenjutsu : techniques à base de déplacements (Sabaki waza), de roulades et/ou de chutes (Ukemi waza), d'évasions (Inton waza), de postures, etc.

(Note : Le Taijutsu tout comme le Jūjutsu, sont deux appellations étant actuellement employées indifféremment pour couvrir les systèmes génériques de combat sans armes.)

#### Sumo

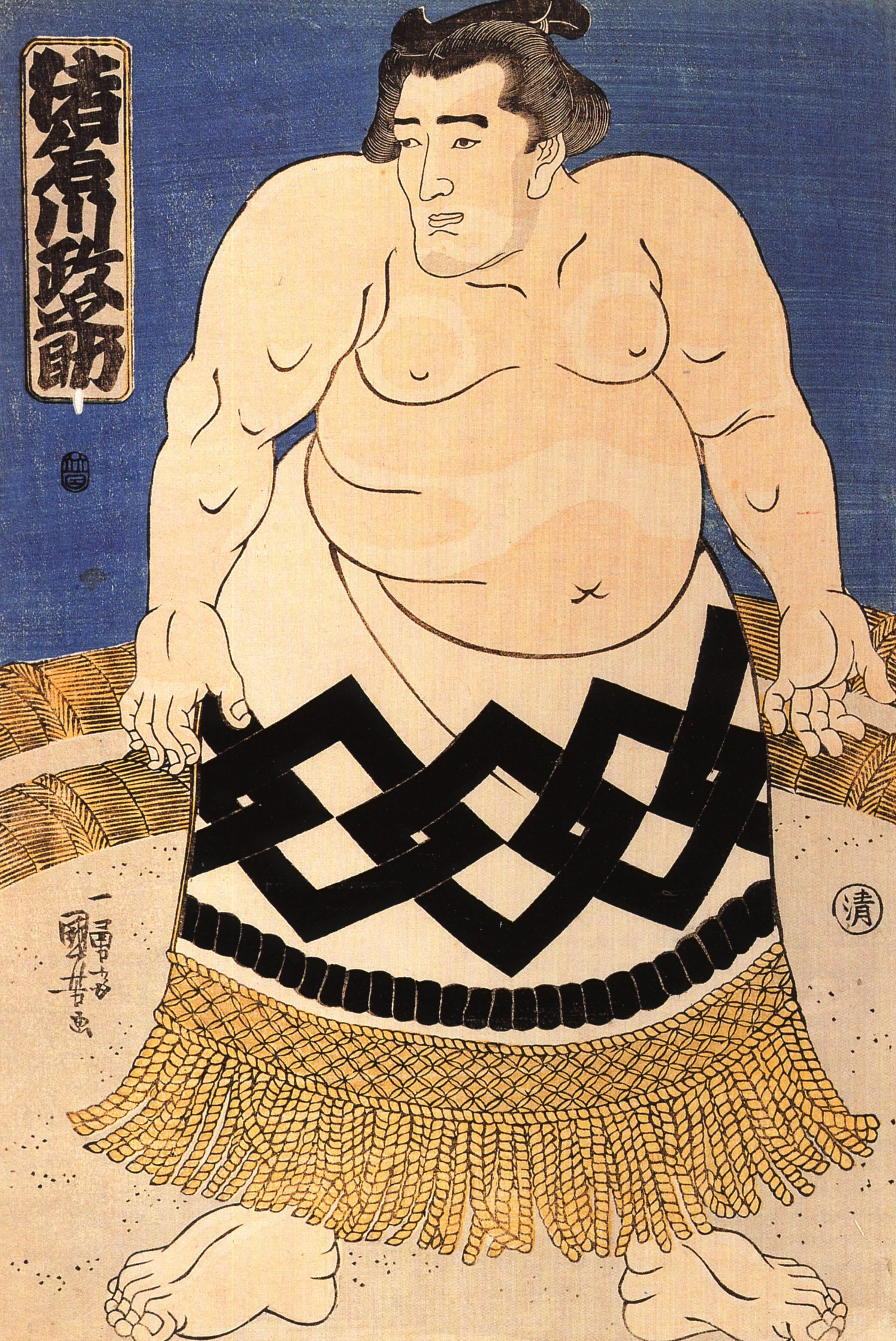
Sumo, Ukiyo-e de Kuniyoshi Utagawa représentant

Le sumō (相撲), souvent considéré comme le sport national japonais, est probablement un des plus anciens arts martiaux japonais. Les premiers documents écrits du pays, qui datent approximativement du VIIIe siècle, situent le premier combat de sumo en 23 av. J.-C. Ce combat aurait eu lieu à la demande de l'Empereur, et n'aurait cessé que lorsque ses blessures obligèrent l'un des combattants à arrêter. À partir de 728, l'Empereur Shōmu (聖武 天皇, 701–756) instaura la tenue de combats officiels à l'occasion des fêtes des moissons. La tradition de combats en présence de l'Empereur perdura, mais s'étendit également à leur organisation à l'occasion de fêtes Shinto, et l'entraînement au sumo fut finalement incorporée dans l'entraînement militaire. À la fin du XVIIe siècle, le sumo constituait un sport professionnel organisé, ouvert au public, en vogue tant auprès des classes populaires que des puissants.
Au début du XXIe siècle, le sumo conserve une grande part de son cadre traditionnel, avec l'arbitre habillé en prêtre Shinto, et un rituel de purification de l'arène. La victoire dans un combat s'obtient par l'intermédiaire de techniques de lutte codifiées, le but étant d'obliger l'adversaire à toucher le sol avec une autre partie du corps que ses pieds, ou à toucher le sol hors des limites de l'arêne. Six grands tournois sont tenus annuellement au Japon, où les sumotori jouissent toujours d'un prestige important.

#### Ninjutsu
Le ninjutsu (忍術), parfois synonyme de ninpō (忍法), est l'art martial et les tactiques de guerre des ninjas, guerriers-espion du Japon féodal (XIIe au  XVIe siècle). De nos jours, de nombreux styles martiaux modernes se réclament du ninjutsu, bien que l'historicité de leur enseignement et de leur lignées soit controversée. Ce « ninjutsu moderne » est souvent influencé par l'école du Bujinkan, fondée dans les années 1970.

### Arts des armes

#### Battōjutsu
Le Batto-jutsu signifie "art de dégainer le Sabre". C'est un art martial japonais qui consiste à dégainer et à couper en même temps avec un sabre. Cet art appartient au groupe des Kenjutsu. Apparu autour du XVIe siècle, il est catégorisé dans les Koryu mais 2 formes récentes (Toyama-ryū et Nakamura-ryū, basés entre autres sur le Battojutsu) sont considérés dans les Gendai budō. Techniques: Étude de techniques de base pour couper, étude de gardes de combat, positions réalistes (non agenouillée), pratique de coupe et entraînement au sabre réel sur cibles (bambous…).

#### Bō-jutsu
Discipline d'origine japonaise, le bō-jutsu est l'art martial du maniement du bâton long (Bō) par opposition au Jō-jutsu qui est, quant à lui, la technique du bâton court. Le Bō-Jutsu est étudié séparément ou bien en complément des disciplines à mains nues Karaté, Aïkido, ou Judo ou comme partie intégrante d'un système d'armes kobudo ou kendō. Le maniement du Bō est semblable à celui du bâton long utilisé au Moyen Âge en Europe par les paysans. Au Japon, on le pratique sans protection particulière, mais les "assauts libres" sont généralement absents. L'entraînement est basé sur l'apprentissage des Kata, séquences de combats codifiées contre un ou plusieurs adversaires, d'abord seul, puis avec des partenaires.

#### Jō-jutsu

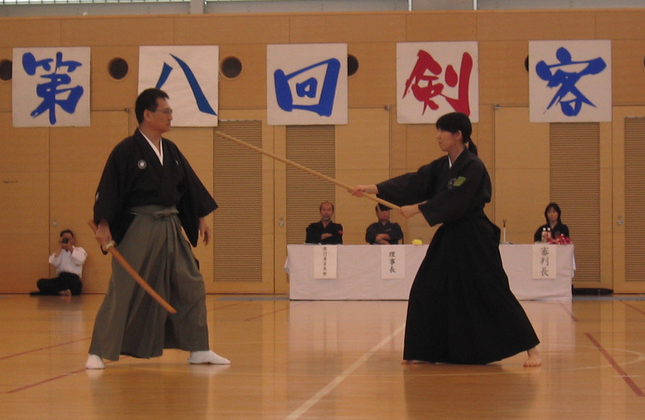
Jo-jutsu

Le Jō-jutsu, ancien art martial japonais, a été inventé par Muso Gonnosuke il y a 400 ans. il utilise le jō, un bâton droit de 1 mètre 28 de long et de 2,5 cm de diamètre. Le Jōdō (杖道 Voie du Bâton Court) est issu du Jō-jutsu.

#### Hojōjutsu
L'hojōjutsu (捕縄術) encore appelé nawajutsu (縄術) est l'art martial traditionnel japonais qui consiste à ligoter une personne à l'aide de cordes. Pour mistress Benio, artiste de la corde citée dans l'ouvrage L'imaginaire érotique au Japon, p. 143[1], « La corde au Japon est un symbole fort, synonyme d'anéantissement de l'individu. Souvent, dans les films historiques, on utilise l'expression onawa ni naru (devenir d'une corde) : cela veut dire que si vous commettez une mauvaise action, vous finirez attaché avec une corde ». L’hojōjutsu est typiquement un produit de la culture japonaise quel que soit le matériel, la technique ou la méthode employés en fonction de l'enseignement dispensé dans des écoles spécialisées. En tant qu'art martial, l’hojōjutsu est rarement sinon jamais le fruit d'un auto apprentissage mais il est plutôt enseigné dans des écoles d'arts martiaux (budō) comme un complément perfectionné du ju-jitsu. Quelle que soit leur origine, les techniques et méthodes de l’hojōjutsu sont rarement divulguées hors du Japon. Pour cette raison et contrairement à son cousin, le bondage sexuel japonais (Shibari), il est moins bien connu malgré l'Internet. Beaucoup le considèrent comme un art moribond.

#### Iaijutsu et Iaido

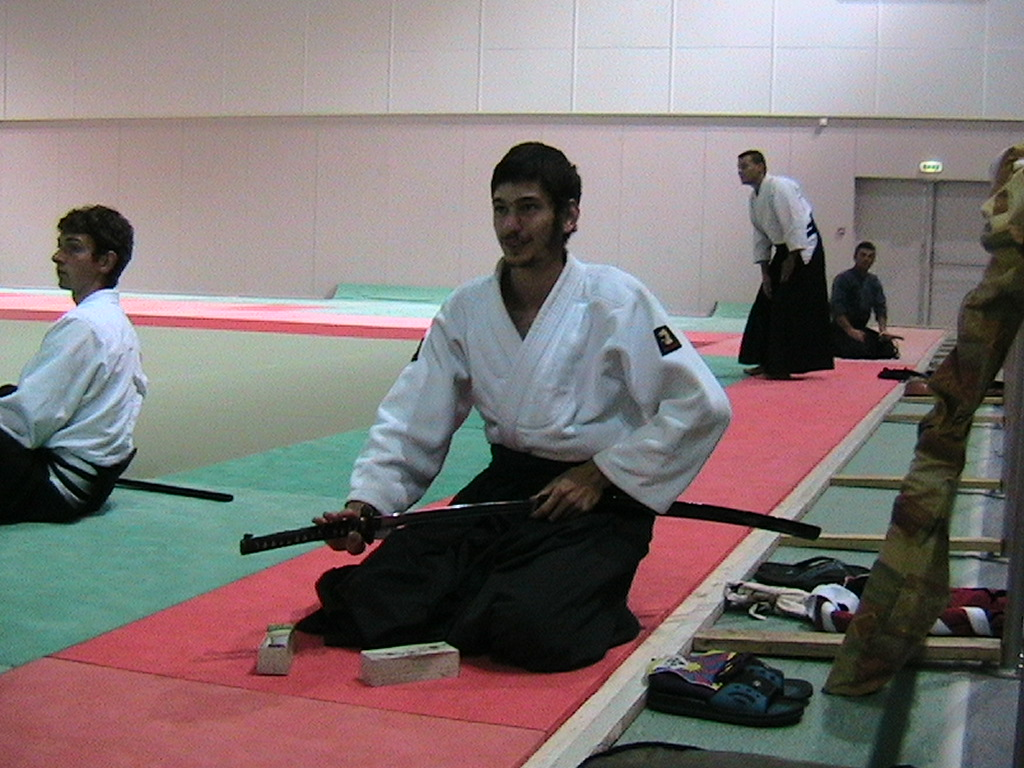
Iaijutsu et Iaido, avant la pratique

Le Iaï-jutsu (technique de dégainer en coupant) est l'art classique à l'origine du Iaïdo plus moderne. L’iaidō (居合道) est un art martial d'origine japonaise se focalisant sur l'acte de dégainer le sabre et de trancher en un seul mouvement. Tout comme pour les autres budō, cet art martial se focalise plus sur l'harmonie des mouvements et la démarche spirituelle (influence du zen), que sur l'efficacité technique. Depuis quelques années, les sensei japonais prônent une démarche plus offensive, dirigée vers un iaidō de "combat", plus proche du iaijutsu.

#### Kenjutsu

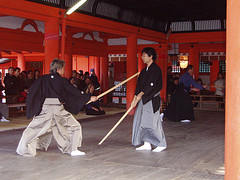
Kenjutsu de la Hyoho Niten Ichi Ryu à Itsukushima Jinja, Kata au bokken

Le kenjutsu (剣術, littéralement « technique du sabre », c'est-à-dire escrime) est un art martial japonais ancien (bujutsu), qui se concentre sur la maîtrise des sabres katana et wakizashi. Enseigné aux samouraï, il faisait partie des bujutsu du Japon féodal. On pratique le kenjutsu sans protections. Si la finalité est le maniement du katana, l'entraînement à deux se fait avec un bokken ; l'entraînement au dégainement (iai) se fait avec un iaito.

#### Kyūjutsu
Le kyūjutsu (弓術), tir à l'arc guerrier, était utilisé sur les champs de bataille bujutsu. L'arc était l'arme symbole du samouraï. Une fois les armes à feu introduite au Japon au XVIe siècle, le kyūjutsu a perdu son utilité et a muté pour devenir le kyūdō.

#### Naginatajutsu

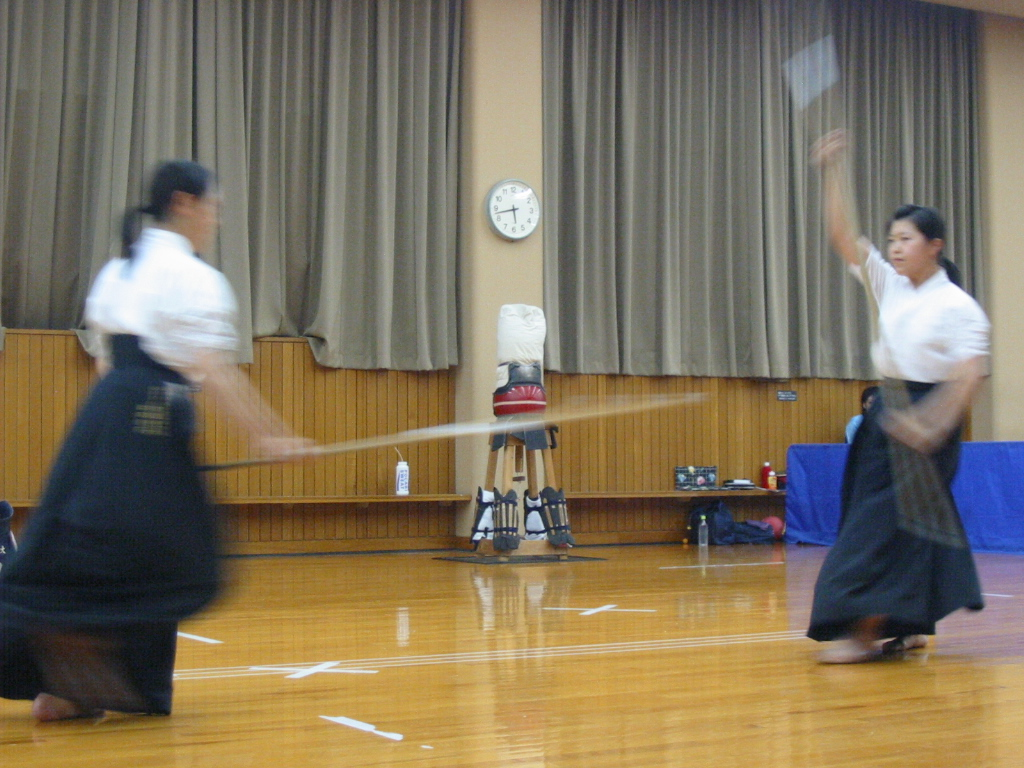
Assaut de Naginatajutsu.

Le naginatajutsu (長刀術 / 薙刀術) est un art martial japonais. On y étudie le maniement de la naginata, une sorte de hallebarde traditionnelle. À l'origine, le Naginata était l'une des plus dangereuses armes de mêlées utilisées par les généraux ainsi que par les moines-soldats (sohei). Néanmoins, par la suite, son maniement fût essentiellement enseigné aux femmes (afin que la femme d'un samouraï puisse défendre la maisonnée lorsque son époux est absent, en effet outre les bandits, les pillages et les ventes en esclavages des perdants capturés étaient abondamment pratiquées). C'est pourquoi de nos jours au Japon, le naginatajutsu est davantage pratiqué par des femmes que des hommes.

#### Ninjutsu
Le ninjutsu (忍術), parfois synonyme de ninpō (忍法), est l'art martial et les tactiques de guerre des ninjas, guerriers-espion du Japon féodal (XIIe au  XVIe siècle). De nos jours, de nombreux styles martiaux modernes se réclament du ninjutsu, bien que l'historicité de leur enseignement et de leur lignées soit controversée. Ce « ninjutsu moderne » est souvent influencé par l'école du Bujinkan, fondée dans les années 1970.

#### Shurikenjutsu
Le shurikenjutsu est un art martial qui utilise des shuriken, tout un arsenal de pointes et étoiles de jet, ces dernières étant aussi connues sous le nom d'« étoiles chinoises », petites armes de lancer.

#### Sojutsu
Le sōjutsu (槍術) est une techniques du maniement de la yari ou (lance) japonaise. Cet art martial est pratiqué revêtu de l'ancienne armure des samurai.

## Gendai budō
Le terme Gendai budō fait référence aux arts martiaux actuels. On désigne plus fréquemment les arts martiaux actuels par le terme budō.
Les Shin Budo mettent l'accent sur l'étude de l'esprit. Cela ne signifie en aucune façon que cette recherche soit moindre dans les autres Budos mais que la présentation publique ou pédagogique la situe plus tard dans la vie du pratiquant. Nous avons rangé l'Aïkibudo dans les arts martiaux japonais car il est simplement tout entier immergé dans cet univers culturel par la manière de bouger, d'agir et de sentir.

### Shin Budo

#### Aïkibudo
L'aïkibudō est un art martial traditionnel d'origine japonaise (budō) essentiellement basé sur des techniques de défense. Il est très proche de l'aïkidō, et hérite des mêmes enseignements issus des pratiques martiales des samouraïs. Il correspond à une forme préliminaire de l'aïkidō, enseignée par son fondateur, Morihei Ueshiba, avant guerre.

#### Aïkido

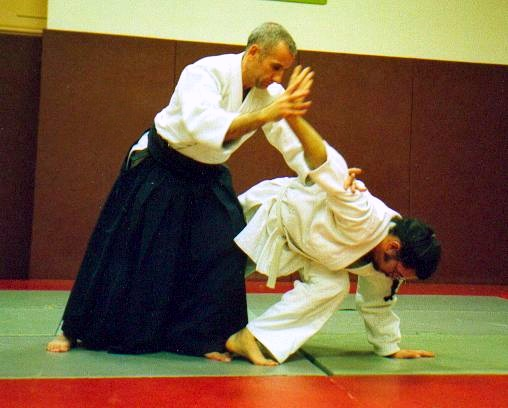
Aïkido : technique nikyo omote

L'aïkido se compose de techniques aux armes et à mains nues utilisant la force de l'adversaire, ou plutôt son agressivité et sa volonté de nuire. Ces techniques visent non pas à vaincre l'adversaire, mais à réduire sa tentative d'agression à néant. Par conséquent, contrairement à l'Aïkibudo, l'aïkido comporte une dimension de voie (道, do) dans laquelle la technique est le support d'une recherche spirituelle qui alimente en retour la gestuelle.
Pour son fondateur Morihei Ueshiba, l'aïkido est donc incompatible avec l'idée de compétition, n'est pas un sport mais une méthode ayant un objectif de paix entre les hommes.

#### Kyudo

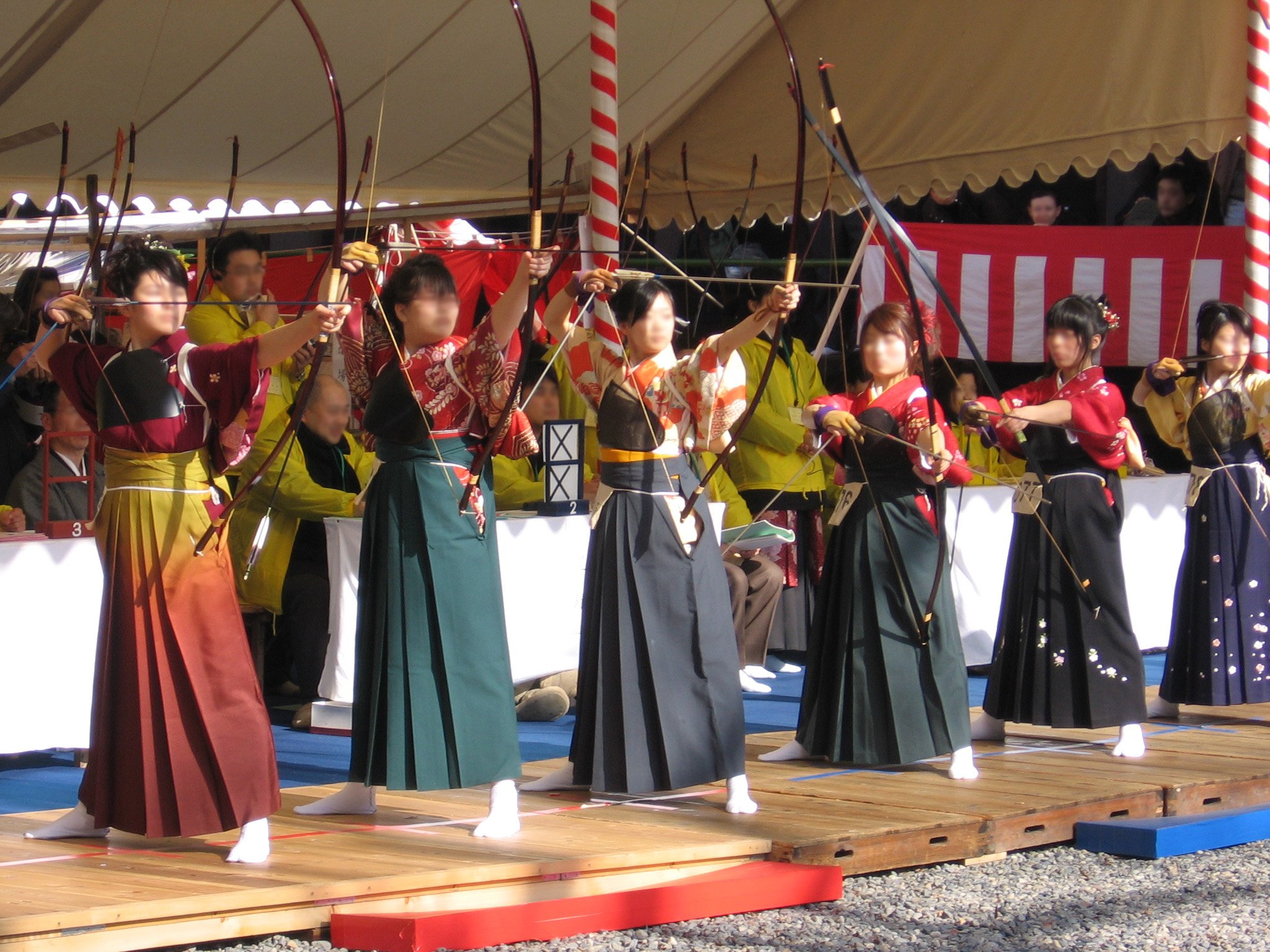
Kyūdō

Le kyūdō (弓道, littéralement « la voie de l'arc ») est un art martial Japonais (budō), issu du tir à l'arc guerrier (kyūjutsu). Cette discipline se singularise de sa contrepartie occidentale par les influences mélangées propres à la culture japonaise: le zen, le Confucianisme et aussi le taoïsme et shintoïsme. Le kyūdō est une des voies martiales japonaises, cherchant le développement de la discipline du corps et du groupe, par la maîtrise des gestes. Le pratiquant recherche un mouvement parfait, pour pouvoir transcender à la fois le désir de l'ego et l'objectif très terre à terre, consistant à percer une feuille de papier servant de cible, avec un minimum de tension musculaire et un maximum d'énergie spirituelle, ki. La gestuelle esthétique résulte d'une chorégraphie codifiée. Le fait d'atteindre précisément la cible est la conséquence du bon équilibre entre un corps et un esprit disciplinés et harmonisés.

#### Shorinji Kempo
Le Shorinji Kempo est un art martial japonais fondé en 1947 par le Kaîso (fondateur) So Doshin, résultat d'une combinaison de différentes écoles d'art martiaux chinois et japonais. Il est à la fois un art martial traditionnel et un système d'auto défense efficace. La pratique du Shorinji Kempo comporte de multiples aspects : Goho (techniques dites "dures" : coups de poing, coups de pied), Juho (techniques dites souples (dégagements, projections ou immobilisations sur des saisies) ainsi que Seiho, Chinkon, Embu, Randori.
Le Shorinji Kempo n’est pas qu’un travail physique, il inclut un aspect philosophique dans la pratique à travers plusieurs principes. L’un de ces principes fondamentaux est l’importance du travail à deux (Kumite shutaï).
Les partenaires prennent conscience de la nécessité de l’autre pour progresser, et développent le sens de l’entraide et de l’amitié.
La méditation zen (Chinkon) fait partie intégrante du Shorinji Kempo.

#### Yoseikan Budo
Le Yoseikan Budo (養正館武道, Yōseikan budō) est un art martial développé à la fin des années 1960 et fondé officiellement en 1975 par Maître Hiroo Mochizuki né en 1936 à Shizuoka (Japon), fils de Maître Minoru Mochizuki à qui il doit l'essentiel de ses connaissances. Cette méthode originale met en évidence la logique commune entre les différentes techniques de combat à mains nues ou avec armes : ce fil conducteur appelé « mouvement ondulatoire ». La puissance du corps tout entier est sollicitée puis transmise à un membre ou une extrémité, par un mouvement d’onde. Ceci permet d’optimiser la puissance et l’efficacité de tout mouvement. Le répertoire technique et pédagogique étant en perpétuelle évolution et amélioration, les possibilités sont quasi infinies. Les seules limites étant : la créativité de l’enseignant et le respect de l’intégrité physique des pratiquants. Les pratiquants portent une tenue comportant une veste croisée bleu marine et un pantalon blanc à bande bleue, les pratiquants, du débutant au créateur de la discipline, portent tous la même ceinture blanche et bleue, représentant l'union du Yin et du Yang et symbolisant le principe d'onde.

### Arts du corps à corps

#### Judo

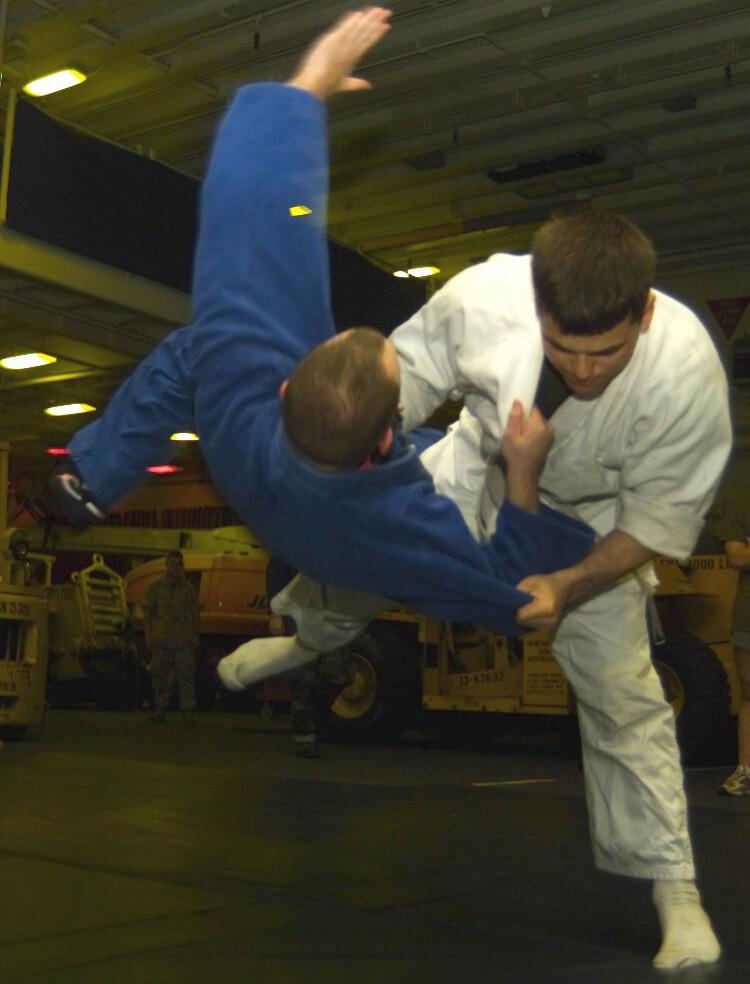
Combat de Judo.

Le judo (柔道, jūdō, littéralement voie de la souplesse) est un art martial et un sport de combat d'origine japonaise (budō), fondé par Jigoro Kano en 1882. Il se compose pour l'essentiel de techniques de projection, de contrôle au sol, d'étranglements et de clefs. Les pratiquants (les judokas) portent une tenue en coton renforcée appelée judogi, souvent appelée à tort kimono, qui est le nom générique de la tenue traditionnelle japonaise. Le judogi est généralement blanc, mais pour faciliter la distinction entre les combattants dans les compétitions, un judoka peut avoir un judogi bleu à tous les niveaux de compétitions (si le judoka n'a pas de judogi bleu, la distinction se fera à l'aide de ceinture rouge ou blanche). Pour les compétitions à partir du niveau national, l'un des deux judokas doit revêtir un judogi bleu. Le judo se pratique pieds nus sur un tatami. Le judo est un sport olympique.

#### Karate-Dô

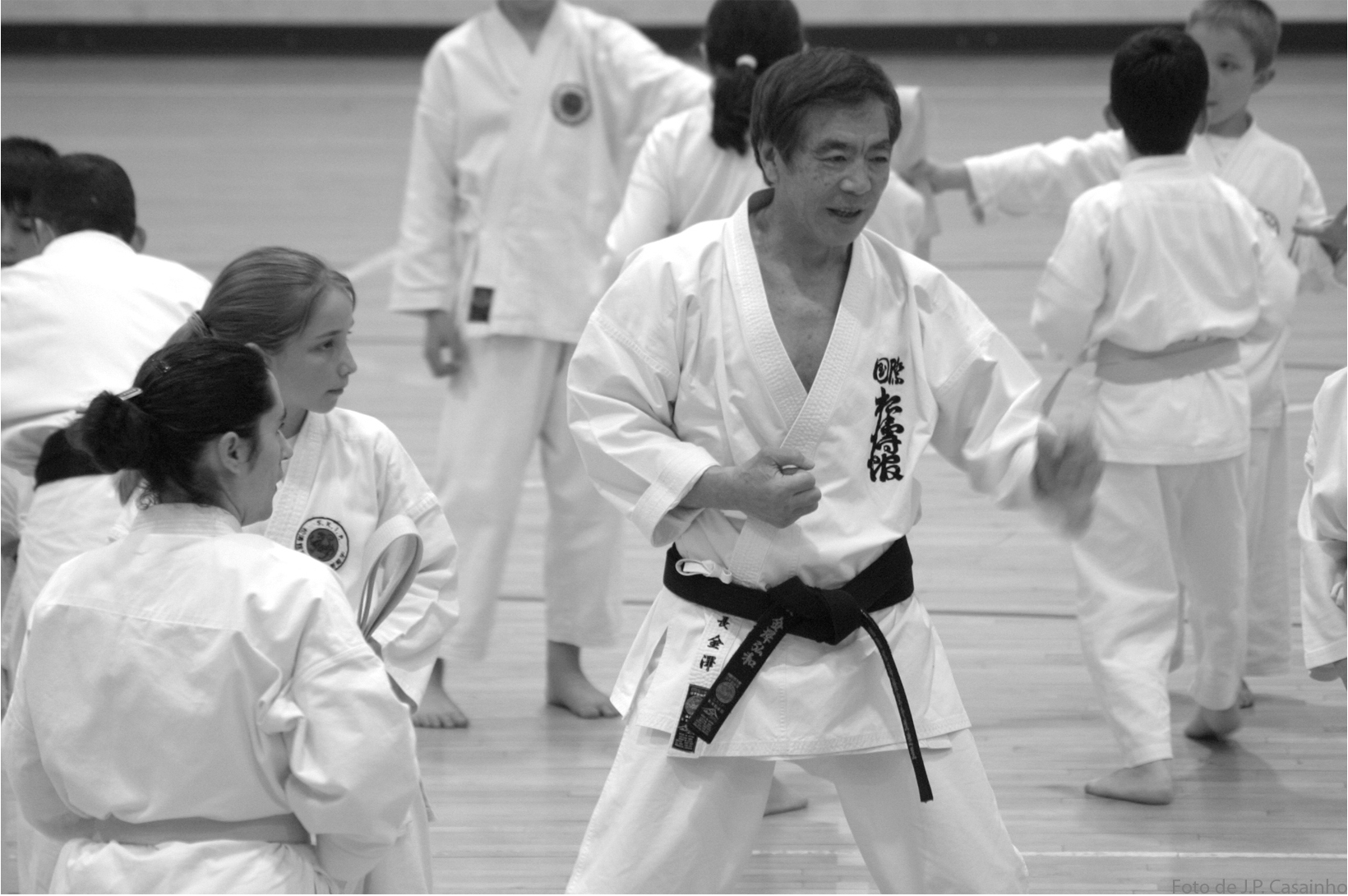
Leçon de karate par Kanazawa sensei

Le karate-Dô (空手道) est dit être un art martial japonais. Cependant, l'origine est okinawaïenne (l'ile principale de l'archipel des Ryūkyū, qui a longtemps constitué un royaume indépendant du Japon, au sud de l'île de Kyūshū. En japonais, le kanji (idéogramme, littéralement écriture chinoise) « kara » signifie le vide, et plus précisément la vacuité au sens bouddhique du terme, « te » est la technique et, par extension, la main avec laquelle on la réalise. On traduit donc karaté littéralement par « la main vide ». On pourrait aussi dire, et penser, « à main nue ». Cependant, à l'origine, karaté était écrit avec les kanjis 唐手, qui signifient « boxe chinoise » (« Tō-De », « la main de Chine »). En 1935, à cause de la montée du nationalisme japonais, et aussi surtout à cause de l'antagonisme sino-japonais, pour faciliter la reconnaissance et la diffusion du karaté, mais aussi par ce qu'il était un fervent adepte du Bouddhisme Zen, Gichin Funakoshi (voir ci-dessous) a remplacé ces kanjis par l'orthographe actuelle, pour « gommer » l'origine chinoise, sacrifiant ainsi à l'usage japonais du moment.

#### Taihojutsu
Le taihojutsu (逮捕術) est une synthèse d'arts martiaux, crée spécialement pour les besoins de la police japonaise. Le taihojutsu est la méthode d'intervention de la police japonaise et du Kidotai (escouade anti-émeute). Le taihojutsu regroupe dans sa synthèse les disciplines suivantes : karaté (wadō-ryū), judo (kodokan), aïkido/aikijutsu (yoshinkan), nihon kenpō (kyōkai), nihon jujutsu (shinto yoshin-ryū), kendo/kenjutsu (méthode d'escrime japonaise), jōdō/jōjutsu (méthode du bâton de 4 pieds), juken jutsu (méthode de la baïonnette), keibo soho ou keibo jutsu (méthode du bâton court de police), la boxe.
Le taihojutsu a été développé dans le milieu des années 1940, par le Département de la Police Métropolitaine de Tokyo. C'est avec la collaboration conjointe de la Police japonaise et de plusieurs grands maîtres d'arts martiaux, qu'une tentative pour déterminer un style spécifique qui serait souhaitable pour les officiers de police a été élaborée. L'administration de la police de cette époque s'était retrouvée dans une position nouvelle, requérant de la part de ses officiers de contraindre, de maîtriser et de contrôler un suspect éventuel, sans avoir à le blesser. C'était un net contraste par rapport à la période précédente du milieu du siècle dernier, où ces considérations n'avaient pas raisons d'être. Après l'abolition du régime féodal au Japon en 1868, le régime des samouraïs (guerriers féodaux) n'existait plus. Le Japon s'organisa et créa une nouvelle police puisque la caste des samouraïs n'était plus là pour assurer la fonction de maintien de l'ordre.

### Arts des armes

#### Kendo

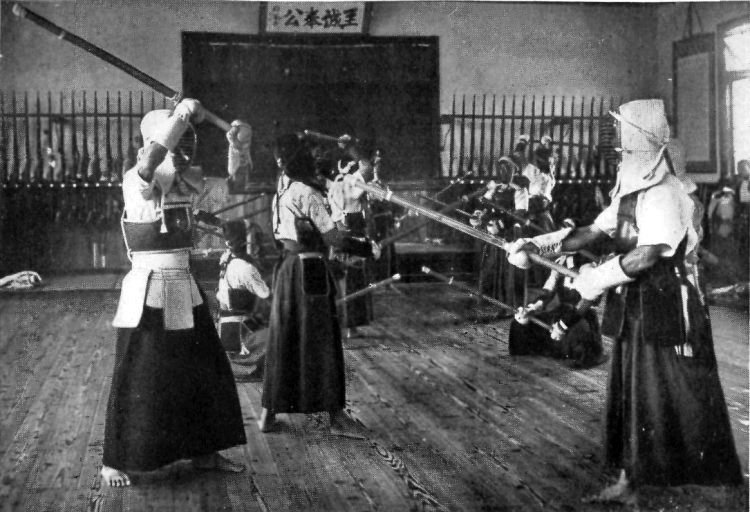
Leçon de kendo dans une école rurale au Japon, c. 1922.

Le kendo (剣道 / 劍道, kendō, littéralement la voie du sabre) est la version moderne du kenjutsu (剣術, kenjutsu, techniques du sabre), l'escrime au sabre pratiquée autrefois au Japon par les samouraïs. Par version moderne, il faut comprendre que le kendo n'est pas seulement un art martial mais également un sport de compétition, aujourd'hui largement pratiqué dans le monde. Le kendo ne se résume toutefois pas à un simple ensemble de techniques et de tactiques du combat au sabre. Il comprend également un volet spirituel. Le kendo permet à ses pratiquants de développer leur force de caractère et leur détermination.

## Philosophies

### Budō
Le budo, Voie du Guerrier, est à la fois une Voie pratique et une orientation philosophique. Le budo désigne donc en partie la philosophie de base des samouraïs, celle qu'ils ont suivie du début à la fin de leur ère. Elle lie les anciens arts martiaux ainsi que les nouveaux. Chaque budō (au premier sens de Voie pratique) est différent. Toutefois, ils sont tous globalement issus de la même culture (même s'il y a des métissages, comme pour le karaté), et ils ont tous en commun la recherche de l'efficacité martiale ; les mêmes causes entraînant les mêmes effets, même si les formes varient. On retrouve donc des concepts communs à tous les budō. Dans leur forme originelle, les budō sont empreints de bouddhisme zen, de taoïsme et de shintoïsme (religion animiste traditionnelle).

### Bushido
Le Bushido est une philosophie martiale, un code d'honneur pour les samouraïs japonais. Il a été mis en place et codifié vers la fin du XVIIIe siècle.

## Pédagogie
Les Koryu utilisent le système des Menkyo, sorte de brevets, en guise de certifications ou de grades. Le Menkyo est souvent référé en tant que "système honorable" et est transmis par le biais d'un diplôme de transmission, le Densho. La grande majorité de ces systèmes comportent cinq degrés de transmission portant différents noms selon les systèmes.
Les Gendai budō utilisent le système des Dan, les degrés supérieurs, et des Kyu, les degrés inférieurs, ainsi que le port de ceintures de couleurs différentes pour l'attribution de grades.

### Fondateurs d'écoles historiques
(février 2011).
- Muso Gonnosuke : Shinto Muso Ryu
- Araki Mataemon : Shinkage-ryū

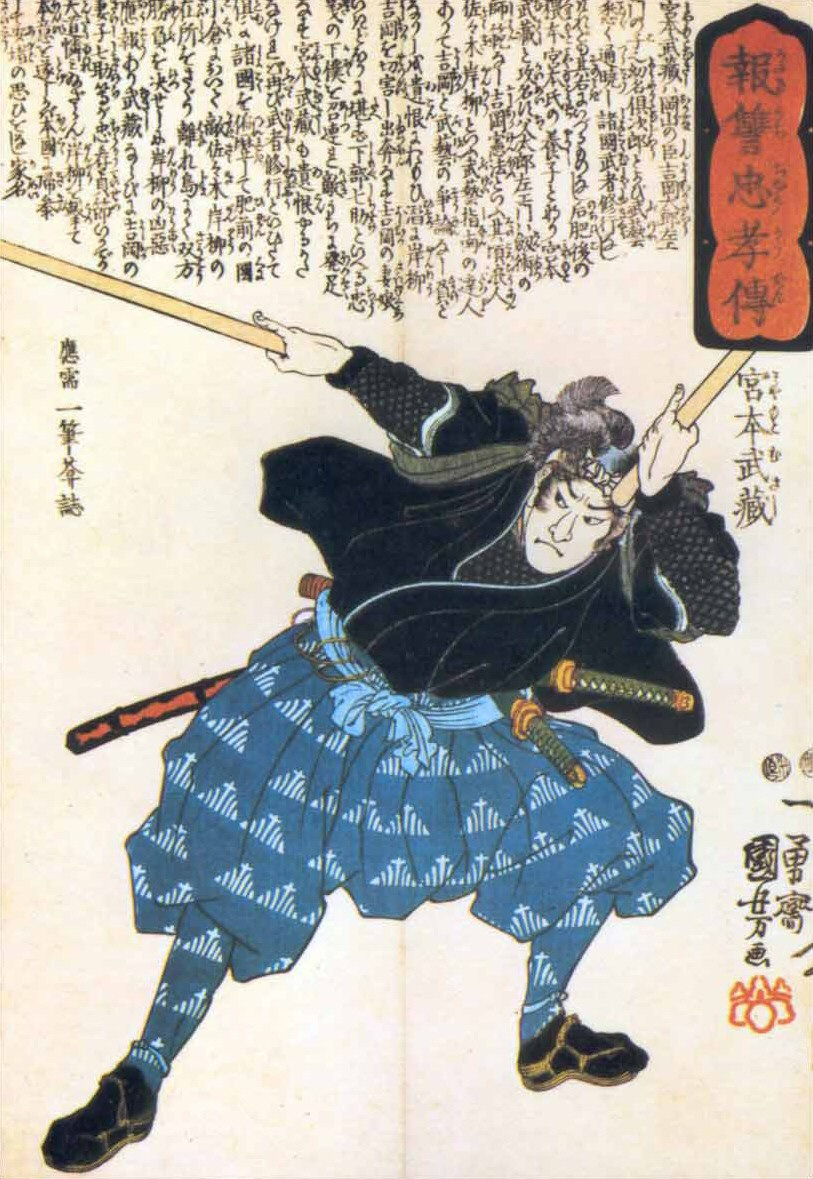
Musashi Miyamoto, fondateur du Hyoho Niten Ichi Ryu

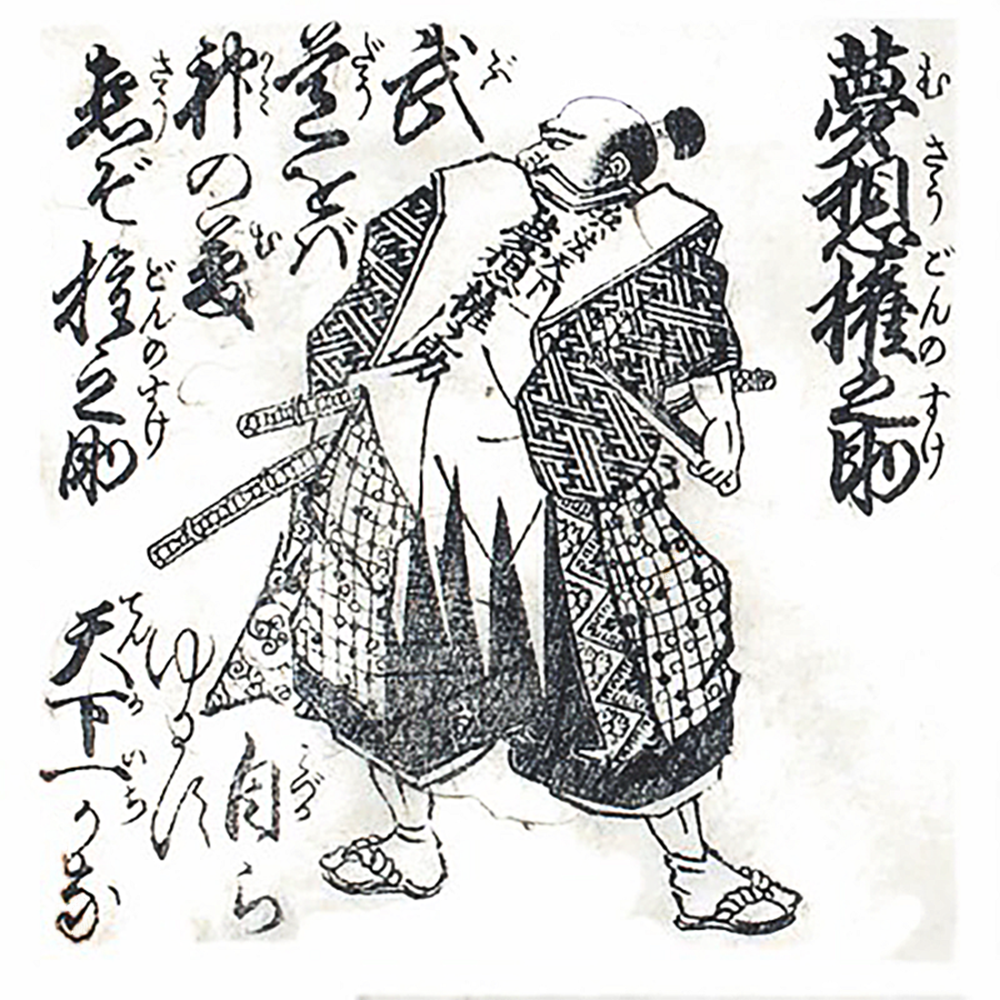
Muso Gonnosuke, fondateur du Shinto Muso Ryu

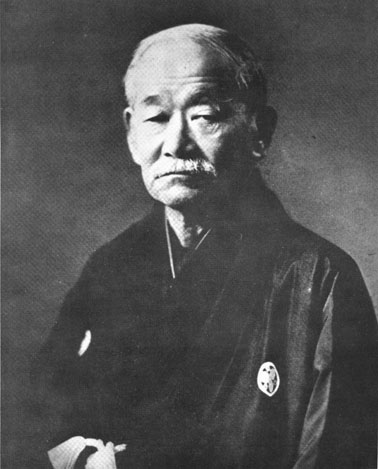
Jigorō Kanō, fondateur du Judo Kodokan

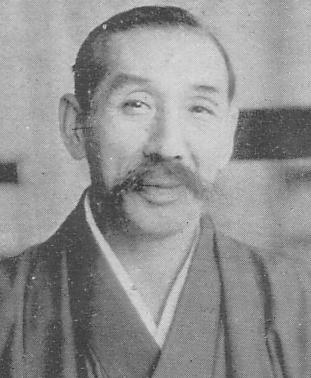
Nakayama Hakudo, grande figure du Kendo

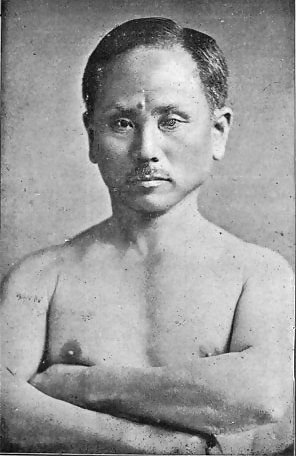
Maitre Gichin Funakoshi, fondateur du Karate Shotokan

- Tsukahara Bokuden : Kashima Shintō ryū
- Gichin Funakoshi : Karate
- Shigeru Egami : Shōtōkai-ryū
- Hōzōin In'ei : Hōzōin-ryū
- Iizasa Ienao : Tenshin Shōden Katori Shintō-ryū
- Ittosai Itō : Ittō-ryū
- Kamiizumi Nobutsuna : Shinkage-ryū
- Kano Jigoro : Judo
- Mikinosuke Kawaishi : Judo
- Katsuyuki Kondo : Daitōryū aikijūjutsu
- Kenwa Mabuni : Shito-ryu
- Chojun Miyagi : Goju-ryu
- Miyamoto Iori : Kenjutsu
- Miyamoto Musashi : Hyoho Niten Ichi Ryu
- Hiroo Mochizuki : Yoseikan Budo
- Minoru Mochizuki : Aïkibudo (implantation en France), Judo
- Hironori Ohtsuka : Wadō-ryū
- Risuke Otake : Tenshin Shōden Katori Shintō-ryū
- Masutatsu Ōyama : Kyokushinkai
- Chujō Nagahide : Chujō-ryū
- Gozo Shioda : Yoshinkan
- Shishido Baiken : Kusarigamajutsu
- Takada Matabei : Sojutsu
- Sōkaku Takeda : Daitōryū aikijūjutsu
- Terao Magonojō : Hyoho Niten Ichi Ryu
- Terao Motomenosuke : Hyoho Niten Ichi Ryu
- Kenji Tomiki : Shodokan
- Morihei Ueshiba : Aïkido
- Yagyū Munenori : Yagyū Shinkage-ryū, branche de Edo
- Yagyū Munetoshi : Shinkage-ryū
- Masutatsu Oyama : Kyokushinkai

### Rang

#### Menkyo
La grande majorité des kobudo comportent cinq degrés de transmission portant différents noms selon les systèmes. Voici un exemple de progression de l'un de ces systèmes :
1. Shoden
2. Chuden
3. Okuden
4. Shihan Menkyo
5. Menkyo Kaiden

#### Dan et kyu
Les Gendai budō utilisent le système des Dan, les degrés supérieurs, et des Kyu, les degrés inférieurs.
Ces grades peuvent être représentés par le port de ceintures de couleurs différentes.